# Devade mongolica
Devade mongolica là một loài nhện trong họ Dictynidae.
Loài này thuộc chi Devade. Devade mongolica được miêu tả năm 2001 bởi Esyunin & Yuri M. Marusik.